# 여성국제전범법정
여성국제전범법정(女性國際戰犯法廷, The Women's International War Crimes Tribunal on Japan's Military Sexual Slavery)은 VAWW-NET JAPAN을 포함한 인권단체들이 주최하고 국제적인 NGO들의 후원을 받은 법정이다. 특히 일본군의 전쟁범죄, 일본군 위안부를 조직한 행위를 비판·검증하는 목적으로 세워진 모의법정이다.

## 개괄
여성국제전범법정은 VAWW-NET JAPAN을 포함한 인권단체들이 주최하고 국제적인 NGO들의 후원을 받았다. 이 법정은 일본군의 전쟁범죄, 특히 일본군 위안부를 조직한 행위를 비판·검증하는 목적으로 세워진 민간 재판 이벤트이다. 이 법정은 1998년 VAWW-NET JAPAN 마츠이 야요리에 의해 처음 제안된 후 2000년 12월 8일에서 12일까지 도쿄에서 열렸다. 이 재판에는 아시아 태평양 지역의 총 9개국에서 온 64명의 희생자, 전 세계에서 천 명 이상의 방청객과 3백 명이 넘는 기자들이 참석하였다. 첫 3일 간은 역사, 국제법, 심리학 분야의 학자들과 희생자들의 증언을 들었다. 또한 9개국의 검사팀은 방대한 분량의 증거를 법정에 제출하였다. 4일째, 법정은 재판 결정을 내리기 위해 휴정하였고 일반인들을 위한 공청회가 열렸다. 5일째, 법정은 임시적으로 히로히토 천황과 일본정부에 유죄판결을 내렸다. 최종결정은 1년후 2001년 12월 4일 네덜란드 헤이그에서 내려졌다. 이 판결문은 총 200페이지에 달했는데, 법정은 인류에 대한 범죄(crimes against humanity) 항목에 대해서는 총 10명의 피고 전부에게 유죄판결을 내렸고, 필리핀 마을에서 행해진 대량 강간에 대해서는 히로히토 천황을 상급자로서 책임이 있다고 판결하였다. 이 판결문의 마지막 두 문단은 다음과 같다:
이 생존자들에게 저질러진 범죄는 2차 세계 대전 때 저질러진 범죄 중 가장 알려지지 않고 보상받지 못한 범죄로 남아있다. 우리는 희생자들을 위한 박물관도, 알려지지 않은 위안부 여성들을 위한 무덤도, 미래 세대를 위한 교육도, 일본군 성노예와 심각한 성범죄와 잔혹행위에 대한 판결도 없다.

따라서, 본 재판정은 이 판결을 통해 일본군 성노예 제도하에 희생당한 여성들을 기리려고 한다. 본 재판정은 살아남고, 산산이 부서진 삶을 재건하고, 공포와 수치를 이기고 세계를 향해 그들의 이야기를 들려준 생존자들의 강건함과 위엄을 인지한다. 정의를 위해 앞으로 나선 많은 여성들은 이름없는 영웅이다. 역사의 한 페이지에 기록된 것은 고통받은 여성들보다는 범죄를 저지르거나 그들을 기소한 남성이지만, 이 판결문은 자신들의 이야기를 들려주고 최소한 4일간은 잘못된 일을 단두대에 올리고 진실을 왕좌에 올린 이 여성들의 이름을 기린다.

## 참가자

### 판사
- 가브리엘 커크 맥도널드(Gabrielle Kirk McDonald): 전 유고슬라비아 전범 재판소(Yugoslavia War Crimes Tribunal) 재판장 (미국)

- 카르멘 마르시아 아르히바이(Carmen Maria Argibay): 국제 여성 판사 협회(International Women's Association of Judges) 회장 (아르헨티나)

- 크리스틴 친킨(Christine Chinkin): 여성과 국제법 전문가 (영국)

- 윌리 무툰가(Willy Mutunga): 인권위원회(Commission on Human Rights) 회장 (케냐)

### 법률조언
- 론다 코플론(Rhonda Copelon): 뉴욕시립대(City University of New York) 법대교수

- 켈리 아스킨(Kelly Dawn Askin): 워싱턴대(Washington University) 법대교수

- 바버라 베돈트(Barbara Bedont): 변호사

- 베티 무룬기(Betty Murungi): FIDA-Kenya 인권변호사

- 테오 반 보벤 (Theo Van Boven): 네덜란드 마스트리트 대학교(Maastricht University) 법대교수

### 검사
- 패트리샤 비셔-셀러스(Patricia Viseur-Sellers): 유고슬라비아, 르완다 전범재판소 검사측 성범죄 관련 법률조언가 (Legal Adviser for Gender-Related Crimes in the Office of the Prosecutor for the International Criminal Tribunal for the former Yugoslavia, and the Rwanda Tribunal)

- 우스티나 돌고폴(Ustinia Dolgopol): 오스트레일리아 플린더스 대학(Flinders University) 법대교수

### 전문가 증인
- 프리츠 칼쇼벤(Fritz Kalshoven): 라이덴대학(Leiden University) 명예교수 (국가책임에 대해)

- 레파 믈라제노빅(Lepa Mladjenovic): 성폭력에 대항하는 자율적인 여성 센터(Autonomous Women's Center Against Sexual Violence)(세르비아) (외상후 스트레스 장애에 대해)

- 야마다 아키라(YAMADA Akira): 메이지 대학(Meiji University) 조교수 (천황의 책임에 대해)

- 하야시 히로후미(HAYASHI Hirofumi): 간토 가쿠인 대학(Kanto Gakuin University) 교수(일본 천황군의 조직에 대해)

- 요시미 요시아키(YOSHIMI Yoshiaki): 주오 대학(Chuo University) 교수 (위안부 여성 제도의 구조에 대해)

- 후지메 유키(FUJIME Yuki): 오사카 외국어대학(Osaka University of Foreign Studies) 조교수 (일본 위안부 여성에 대해)

### 일본 재향군인 증인
- 가네코 야스지 (KANEKO Yasuji)

- 스즈키 요시오 (SUZUKI Yoshio)

## 비판
민간재판이므로 법적 구속력은 없고, 여론에 어필하는 것을 목적으로 한 것이다. 피고인이나 변호인도 없는 결석 재판이라고 하는 비판이 있다.

## 같이 보기
- 위안부
- 일본이 저지른 전쟁 범죄